# ニヴァ川
ニヴァ川（ニヴァがわ、ロシア語: Нива;Niva、北部サーミ語: Njavejohka）は、ロシアのムルマンスク州にある川。全長36km、流域面積1万2800平方km。イマンドラ湖から白海のカンダラクシャ湾にそそぐ。ニヴァ川の支流にカンダラクシャの町がある。水深は最大で7.3mある。
1936年から1954年にかけて、3つの水力発電所が建設された。総出力は240MW、年間発電量は1390GWhである。